# Ковалишин Ганна Іванівна
Ганна Іванівна Бойко (нар. 24 липня 1962), у шлюбі Ковалишин — українська співачка, громадська діячка. Заслужений працівник культури України (2016)..

## Життєпис
Директорка будинку культури та керівник народного аматорського обрядово-фольклорного лемківського хору у селі Підзамочок Бучацького району Тернопільської области. За її директорства клуб під посів перше місце в обласному огляді-конкурсі клубних закладів у сільській місцевості за результатами 2010 року.
Ведуча фестивалю «Дзвони Лемківщини» у 2008 та 2012 роках.[джерело?]